# Soulmate
"Soulmate" é uma canção  pop  escrita e produzida por Natasha Bedingfield, Mads Hauge e David Tench para o segundo álbum de Bedingfield,N.B. (2007). A letra discute se existe uma alma gêmea para todos e se Bedingfield nunca vai encontrar o parceiro certo. A canção foi lançada como o segundo single do álbum em julho de 2007. Foi um sucesso comercial, e o mais bem sucedido de N.B., alcançando o número sete no Reino Unido e no top 40 na maioria das paradas em que entrou. "Soulmate" é o quarto single lançado para a versão  americana  deN.B.,Pocketful of Sunshine.
A canção ganhou muita popularidade nos EUA depois de ter sido tocada em um episódio do programa da MTV muito conceituado, The Hills. A promoção para o single começou  meses depois de seu lançamento, em abril de 2009. Ela executou a canção no programa  The Ellen DeGeneres Show  e   Dance with the Stars. A canção também foi utilizada em todo o episódio final da 5 ª temporada da série de TV "Medium" e no final da 4ª temporada de The Bachelorette.

## Recepção da crítica
A canção recebeu críticas negativas no Reino Unido. Paul Taylor, do jornal Manchester Evening News chamou a canção de "exaltada". Em uma revisão para a BBC, Lizzie Ennever nomeou a canção como uma faixa "obviamente 'não-tão-grandes' " de N.B..

## Vídeo Musical
O vídeo da música foi dirigido por Mark Pellington e foi filmado em Los Angeles, Califórnia em 10 de Maio e 11 de Maio de 2007.  O vídeo começa com um close de Bedingfield em um quarto escuro. Como os recursos de vídeo, a câmera lentamente se afasta, revelando a sala que contém um sofá e um espelho. Cenas de Bedingfield em um vestido cinza em frente a um fundo claro, as pessoas se beijando e arranha-céus são intercaladas ao longo do vídeo. Ele estreou em 6 de junho de 2007 no  Yahoo! Reino Unido.

## Desempenho
"Soulmate" estreou na UK Singles Chart em número  70 em 17 de Junho de 2007, três semanas depois, a música subiu para a posição de número sete.  Na Irlanda, "Soulmate" estreou no número 39 em 5 de Julho de 2007. . Com pico no número 28, uma semana depois. 
O single teve um sucesso moderado na Europa. Na Suíça, "Soulmate" alcançou o número sete e permaneceu na parada de singles por um total de 18 semanas.  Em outra parte, ele alcançou o top dez na Noruega e os vinte melhores na Áustria, Finlândia, Alemanha, Polónia e Espanha. 
Nos EUA, antes mesmo de ser lançado, ele ficou na #70 posição no Hot Digital Songs e #74 na Pop 100.  "Soulmate" também estreou no Hot 100 EUA em #96.
Na Alemanha, o single foi certificado Ouro no ano de 2009, dois anos após o lançamento. Ele é o seu primeiro certificado no país .